# Marsaalamita-(Y)
La marsaalamita-(Y) és un mineral de la classe dels sulfats. Rep el nom pel districte de Marsa Alam, a la governació d'Al-Bahr Al-Ahmer, a l'Egipte, on es troba la localitat tipus.

## Característiques
La marsaalamita-(Y) és un molibdat de fórmula química Y(MoO₄)(OH). Va ser aprovada com a espècie vàlida per l'Associació Mineralògica Internacional en el mes d’octubre de l'any 2024. Va ser publicada a la revista internacional Mineralogical Magazine per Nasser Mourad Mahdy et al. en el mes de desembre de 2024 amb el títol «Marsaalamite-(Y), Y(MoO₄)(OH), a new molybdate mineral from the Um Safi area, Marsa Alam District, Central Eastern Desert, Egypt». Cristal·litza en el sistema monoclínic.
Segons la classificació de Nickel-Strunz pertany a «07.GB - Molibdats, wolframats i niobats, amb anions addicionals i/o H₂O» juntament amb altres minerals com la cuprotungstita o la ferrimolibdita, entre d'altres. L'exemplar que va servir per a determinar l'espècie, el que es coneix com a material tipus, es troba conservat a les col·leccions del Museu d'Història Natural de la Universitat de Pisa (Itàlia), amb el número de catàleg: 20074.

## Formació i jaciments
Va ser descoberta en granit molt evolucionat ric en fluor a la zona d'Um Safi, a la governació de la Mar Roja (Egipte). Aquest indret és l'únic de tot el planeta on ha estat descrita aquesta espècie mineral.